# Seznam italijanskih filozofov
Seznam italijanskih filozofov.

## A
- Pietro d'Abano
- Nicola Abbagnano
- Francesco Accolti
- Alessandro Achillini
- Giovanni Filoteo Achillini
- Iacopo Aconcio (Giacomo Aconzio)
- Francesco Acri
- Giorgio Agamben
- Maria Gaetana Agnesi (1718-1799)
- Tomaž Akvinski [Doctor Angelicus]
- Leon Battista Alberti
- Francesco Algarotti
- Antonio Aliotta
- Angelo Ambrogini - Poliziano
- Giovanni Amendola
- Dario Antiseri (1940)
- Carlo Antoni
- Sveti Anzelm
- Tullia d'Aragona
- Roberto Ardigò

## B
- Bernard Baertschi
- Felice Balbo (1913–1964)
- Antonio Banfi (1886–1957)
- Barlaam Kalabrijski (1290–1348)
- Laura (Maria Caterina) Bassi - "Minerva" (1711–1778)
- Adriano Bausola (1930–2000)
- Cesare Beccaria (1738–1794)
- Robert Bellarmino (1542–1621)
- Elia Benamozegh (1823–1900)
- Franco »Bifo« Berardi (1948/9?)
- Enrico Berti (1935-2022)
- Emilio Betti
- Francesco Bianchini
- Norberto Bobbio (1909–2004)
- Giovanni Boccaccio
- Franco Bolelli (1950)
- Bonaventura [Doctor Seraphicus]
- Amadeo Bordiga
- Cosimo Boscaglia
- Giovanni Botero (1544–1617)
- Giovanni Bovio
- Poggio Bracciolini
- Leonardo Bruni
- Giordano Bruno (1548–1600)
- Philippe Buonarroti (1761–1837)
- Rocco Buttiglione

## C
- Massimo Cacciari
- Guido Calogero
- Italo Calvino
- Federico Campagna
- Tommaso Campanella
- Stanislao Cannizzaro
- Anzelm Canterburyjski
- Delio Cantimori
- Ricciotto Canudo
- Aldo Capitini
- Giuseppe Capograssi
- Riccardo Caporali
- Alberto Caracciolo
- Cleto Carbonara
- Paolo Filiasi Carcano
- Gerolamo Cardano
- Giacomo Casanova
- Enrico Castelli
- Carlo Cattaneo
- Guido Ceronetti
- Andrea Cesalpino
- Michele Ciliberto
- Mario Costa
- Cesare Cremonini
- Benedetto Croce

## D
- Dante Alighieri (1265–1321)
- Augusto Del Noce (1910–1989)
- Galvano della Volpe (1895–1968) Galvano Della Volpe
- Elija Delmedigo (1458–1493)
- Giorgio Del Vecchio (1878–1970)
- Francesco De Sarlo  (1864–1937)
- Antonio Di Nola
- Pierpaolo Donati (1946)
- Piergiorgio Donatelli (1966)
- Giovanni Battista Doni (1594–1647)
- Anton Francesco Doni (1513–1574)
- Gillo Dorfles (1910–2018)

## E
- Umberto Eco (1932–2016)
- Egidij Rimski [Doctor Fundatissimus, Theologorum princeps] (1243/1247–1316)
- Egidij iz Viterba (1469–1532)
- Roberto Esposito (1950)
- Julius Evola (1898–1974)

## F
- Marco Faini
- Vittorino da Feltre
- Giuseppe Ferrari
- Maurizio Ferraris
- Luigi Ferri
- Marsilio Ficino
- Gaetano Filangieri
- Francesco Filelfo
- Francesco Fiorentino
- Girolamo Fracastoro
- Ausonio Franchi

- Frančišek iz Appignana (Frančišek iz Marke) [Doctor Succinctus] (1290–1344)
- Diego Fusaro (1983)

## G
- Galileo Galilei
- Umberto Galimberti
- Pasquale Galluppi
- Eugenio Garin
- Ilaria Gaspari
- Giambattista Gelli
- Giovanni Gentile
- Gerard iz Cremone [Gerardus Cremonesis]
- Vincenzo Gioberti
- Piero Gobetti
- Antonio Gramsci
- Ernesto Grassi (1902-91)
- Luca Grecchi (1972)
- Gregorij iz Riminija [Gregorius Ariminesis, Doctor Authenticus]
- Romano Guardini (italijansko-nemški)
- Guarino da Verona
- Luigi Gui

## J
- Domenico Jervolino
- Joahim iz Fiore [Gioacchino da Fiore]

## L
- Antonio Labriola
- Eustachio Paolo Lamanna
- Cristoforo Landino
- Giuseppe Landolfi Petrone
- Brunetto Latini
- Bruno Leoni
- Just Locatelli
- Lovrenc iz Brindisija
- Luigi Luzzatti

## M
- Niccolo Machiavelli
- Claudio Magris?
- Enrico Malatesta
- Italo Mancini
- Marcello Malpighi
- Marsilij Padovanski [Marsiglio da Padova]
- Carlo Michelstädter
- Niccolò Milanese
- Rodolfo Mondolfo (1877–1976) (it.-judovsko-argentinski)
- Maria Montessori
- Sergio Moravia (1940)

## N
- Toni Negri
- Agostino Nifo
- Mario Nizzoli [Marius Nizolius] (1498–1576)
- Roberto de Nobili
- Renzo Novatore

## O
- Giammaria Ortes

## P
- Enzo Paci (1911–1976)
- Francesco Mario Pagano
- Antonino Pagliaro
- Vilfredo Pareto
- Luigi Pareyson
- Valentino Annibale Pastore
- Francesco Patrizi da Cherso [hr.: Frane Petrić]
- Pavel iz Benetk [Paulus Venetus]
- Giuseppe Peano
- Marcello Pera
- Paolo della Pergola
- Mario Perniola
- Enrico Pessina
- Peter Damiani
- Francesco Petrarca
- Peter Lombard
- Giovanni Pico della Mirandola
- (Die)telmo Pievani (1970)
- Pietro Piovani
- Elena Piscopia
- Fabio Polidori
- Agnolo Ambrogini - Poliziano
- Pietro Pomponazzi
- Riccardo Pozzo
- Mario Puglisi

## R
- Giovanni Reale (1931–2014)
- Giuseppe Rensi
- Mario Ricciardi
- Franco Rodano (1920–1983)
- Carlo Rosselli (1899–1937)
- Antonio Rosmini
- Mario Rossi (1916–1978)
- Gian-Carlo Rota (1932–1999) (italijansko-ameriški)
- Pier Aldo Rovatti (1942)
- Mario Ruggenini

## S
- Coluccio Salutati
- (Roberto Saviano)
- Girolamo Savonarola
- Julius Caesar Scaliger
- Alberto Scarpelli ?
- Michele Federico Sciacca
- Emanuele Severino (1929-2020)
- Obadiah ben Jacob Sforno
- Manlio Sgalambro
- Marco Sgarbi
- Francesco Soave
- Gioele Solari
- Bertrando Spaventa (1817–1883)
- Ugo Spirito
- (Piero Sraffa)
- Luigi Stefanini

## T
- Steno Tedeschi
- Bernardino Telesio
- Felice Tocco
- Palmiro Togliatti (politični filozof)
- Mario Tronti (1931-2023)
- David Maria Turoldo

## V
- Lorenzo Valla
- Francesco Valagussa
- Lucilio Vanini
- Gianni Vattimo
- Giambattista Vico
- Paolo Virno
- Vincenzo Vitiello
- Franco Volpi (1952–2009)

## Z
- Giacomo Zabarella